# Gypona dulatera
Gypona dulatera är en insektsart som beskrevs av Delong 1980. Gypona dulatera ingår i släktet Gypona och familjen dvärgstritar. Inga underarter finns listade i Catalogue of Life.